# Gaspar Pérez de Guzmán y Sandoval
Gaspar Pérez de Guzmán y Gómez de Sandoval y Rojas (Valladolid 1602 - Dueñas 1664), IX duc de Medina-Sidonia, Gran d'Espanya i cap de la Casa ducal de Medina-Sidonia, liderà una revolta a Andalusia en contra del rei Felip IV d'Espanya.